# Гокиели, Леван Петрович
Лева́н Петро́вич Гокие́ли (груз. ლევან გოკიელი, 1901—1975) — грузинский математик и философ, член-корреспондент Академии наук Грузинской ССР (1961).
Выпускник (1924) Тбилисского университета, в котором и проработал всю жизнь.
Первый доктор физико-математических наук, защитивший диссертацию в ТГУ. С 1936 г. — профессор, с 1935 г. — также сотрудничал в Математическом институте АН Грузинской ССР.
Работы по вопросам обоснования и парадоксам теории множеств, проблемам философии и обоснования математики, взаимоотношений математики и философии, логики и математики, логики и диалектики, математическим рукописям Карла Маркса.

## Избранные труды
- Введение в математический анализ. (на груз. яз.)
- Дифференциальное исчисление. (на груз. яз.)
- Курс математической логики. (на груз. яз.)
- Математические рукописи Карла Маркса и вопросы математики. Тбилиси, 1947.-[14], 111 с.
- О природе логического. — Тб., 1958 (на рус. яз.)
- Логическая природа декартовского аргумента. // Вопросы философии, 1967, № 3, с. 112—116 (на рус. яз.).
- Формы мышления. — М., 1962 (в соавторстве, на рус. яз.).